# Gabriela Lee
Gabriela Lee, z domu Talabă (ur. 23 sierpnia 1995 w Gałaczu) – rumuńska tenisistka.

## Kariera tenisowa
Na swoim koncie ma wygranych pięć turniejów w grze pojedynczej i dziesięć w grze podwójnej rangi ITF.
W rozgrywkach WTA zadebiutowała w Lexington w 2020 roku, otrzymując dziką kartę do turnieju gry podwójnej, w parze z Caitlin Whoriskey.
We wrześniu 2020 roku wzięła udział w rundzie kwalifikacyjnej French Open, jej pierwszym turnieju wielkoszlemowym, jaki kiedykolwiek rozegrała. Przegrała jednak w pierwszej rundzie z Clarą Tauson

## Wygrane turnieje rangi ITF
| turnieje z pulą nagród 100 000 $ |
| turnieje z pulą nagród 80 000 $  |
| turnieje z pulą nagród 60 000 $  |
| turnieje z pulą nagród 25 000 $  |
| turnieje z pulą nagród 15 000 $  |

### Gra pojedyncza
|    | Data       | Turniej        | ($)     | Naw.   | Finalistka             | Wynik            |
| 1. | 27/08/2017 | Bukareszt      | 15 000  | ziemna | Victoria Bosio         | 7:5, 6:4         |
| 2. | 16/06/2019 | Marbella       | 15 000  | ziemna | Aleksandrina Najdenowa | 6:2, 6:2         |
| 3. | 07/10/2018 | Charleston     | 25 000  | ziemna | Elizabeth Halbauer     | 6:4, 6:7(5), 6:2 |
| 4. | 15/09/2019 | Redding        | 25 000  | twarda | Alycia Parks           | 6:1, 6:1         |
| 5. | 08/05/2022 | Bonita Springs | 100 000 | ziemna | Katarzyna Kawa         | 6:1, 6:3         |